# Trichiurus gangeticus
Trichiurus gangeticus is een straalvinnige vissensoort uit de familie van haarstaarten (Trichiuridae). De wetenschappelijke naam van de soort is voor het eerst geldig gepubliceerd in 1966 door Gupta.